# Francisco Undurraga Vicuña
Francisco Ramón Undurraga Vicuña (Santiago de Chile, 4 de octubre de 1856-Ibídem, 17 de agosto de 1948) fue un agricultor, empresario, diplomático y político chileno, fundador de la Viña Undurraga.

## Primeros años
Fue hijo del exdiputado suplente, don José Ramón Undurraga Ramírez de Saldaña y Dominga Vicuña Aguirre. Estudió en el Colegio San Ignacio desde 1865 a 1873, en Santiago, y en el Colegio Pío Latino en Roma, Italia.

### Matrimonio e hijos
Se casó con Ana Fernández Iñiguez (+1936 en Santiago), y tuvieron siete hijos (Juan, Manuel Ramón, Loreto, Lucía, Marta (01-01-1885), Domingo (27-10-1887), Exequiel (10-10-1893), todos nacidos en Santiago de Chile.

## Vida pública
Se dedicó a las actividades agrícolas, iniciándose en el Fundo "Lo Campo", luego explotó Bucalemu y otros. Se dedicó especialmente a la viticultura. Dueño de la histórica estancia de San Vicente de Talagante, que compró en 1882; este predio perteneció a don José María Rozas, que lo había heredado de su antepasado, don Juan Martínez de Rozas, quien fue muy amigo de O'Higgins, e iba permanentemente al fundo.
Es aquí donde cuidó todo lo que tiene relación con su Vino del Rhin, fabricado y envejecido por él; en 1885 fundó la Viña Undurraga, con injertos de vides traídas de Francia; y con un parque que encargó al paisajista francés M. Dubois, llamado Santa Ana. Sus vinos obtuvieron diferentes premios, como Gran Premio de Honor Argentino, Gran Premio Exposición de Sevilla, entre otros.

## Vida política
Fue elegido regidor por Santiago; regidor y alcalde por Talagante en 3 períodos. Fue nombrado consejero de Ferrocarriles del Estado, cargo que desempeñó durante 11 años; durante este período, adquirió vagones, carros y locomotoras para el gobierno de Chile.
Diplomático en España, en la época de Alfonso XII, quien gobernó entre 1875-1885, este último, año en que murió Alfonso XII, a los 27 años. Fue diplomático también, en Inglaterra y Alemania; consejero de la Legación en Alemania e Italia; encargado de negocios en Madrid. Representó a Chile en el Congreso de Estadística en Estocolmo en 1874.
Fue elegido diputado, en representación de su Partido, el Conservador, por "Valdivia y La Unión", período 1891-1894; integró la Comisión Permanente de Guerra y Marina.
Reelecto diputado, pero por "Ancud, Quinchao y Castro", período 1894-1897; integró nuevamente, la Comisión Permanente de Guerra y Marina. Nuevamente electo diputado, pero por "La Victoria y Melipilla", período 1900-1903; fue diputado reemplazante en la Comisión Permanente de Relaciones Exteriores.
Se dedicó, entre otras actividades, al arte de la pintura. Fue socio del Club de La Unión, desde 1881 y socio honorario del mismo; socio del Club Hípico y de la Sociedad Nacional de Agricultura, SNA. Fue condecorado por el Gobierno de España, con la Orden al Mérito Militar.